# Phoroncidia nicoleti
Phoroncidia nicoleti là một loài nhện trong họ Theridiidae.
Loài này thuộc chi Phoroncidia. Phoroncidia nicoleti được Carl Friedrich Roewer miêu tả năm 1942.